# Istorija Amerike
Praistorija Amerika (Severne, Južne, i Centralne Amerike, i Kariba) počinje sa midgracijom ljudi u te oblasti iz Azije u jeku ledenog doba. Smatra se da su ove grupe generalno bile izolovane od naroda „Starog sveta” do dolaska Evropljana u 10. veku sa Islanda pod vodstvom Lejfa Eriksona i putovanja Kristofera Kolumba 1492. godine.
Preci današnjih američkih starosedilačkih naroda bili su Paleoindijanci; lovci-sakupljači koji su migrirali u Severnu Ameriku. Najpopularnija teorija tvrdi da su migranti došli u Ameriku preko Beringije, kopnene mase koja je sada prekrivena okeanskim vodama Beringovog tesnaca. Mali narodi litičkog stupnja pratili su megafaunu poput bizona, mamuta (danas izumrlih) i irvasa, čime su stekli savremeni nadimak „lovci na veliku divljač”. Grupe ljudi su takođe mogle putovati u Severnu Ameriku po ledenim površinama duž severne obale Pacifika.
Kulturne osobine koje su doneli prvi doseljenici kasnije su evoluirale i formirane su takve kulture kao što su Irokezi Severne Amerike i Pirahani iz Južne Amerike. Te kulture su se kasnije razvile u civilizacije. U mnogim slučajevima su se te kulture proširile kasnije od njihovih pandana iz Starog sveta. Nakon plovidbe Kristofora Kolumba 1492. godine, španske i kasnije portugalske, engleske, francuske i holandske kolonijalne ekspedicije stigle su u Novi svet osvajajući i naseljavajući otkrivene zemlje, što je dovelo do transformacije kulturnog i fizičkog pejzaža u Americi. Španija je kolonizovala veći deo Amerike, od današnjih Jugozapadnih Sjedinjenih Država, Floride i Kariba do južnog vrha Južne Amerike. Portugalija se nastanila u današnjem Brazilu, dok je Engleska uspostavila kolonije na istočnoj obali Sjedinjenih Država, kao i na severno-pacifičkoj obali i u većem delu Kanade. Francuska se nastanila u Kvebeku i drugim delovima Istočne Kanade i bila je prisvojila područje u današnjem centralnom delu Sjedinjenih Država. Holanđani su naselili Novu Holandiju (sa administrativnim centrom Nju Amsterdamom - sada Njujorkom), neka Karipska ostrva i delove Severne Južne Amerike.

## Predkolonizacija

### Migracija na kontinente
Specifičnosti paleo-indijske migracije u i širom Amerike, uključujući tačne datume i rute kojima su se kretali, predmet su stalnog istraživanja i diskusije. Tradicionalna teorija je da su se ovi rani migranti preselili na kopneni most Beringije između istočnog Sibira i današnje Aljaske pre oko 40.000 - 17.000 godina, kada je nivo mora bio znatno niži zbog kvartarske glacijacije. Za ove ljude se veruje da su pratili stada sada već izumrle pleistocenske megafaune duž bezlednih koridora koji su se protezali između ledenih ploča Laurentide i Kordiljera. Takođe je predloženo da su bilo peške ili primitivnom čamcima oni migrirali niz severozapadnu obalu Tihog okeana do Južne Amerike. Dokazi o ovome od tada bi bili pokriveni porastom nivoa mora od stotinu metara nakon poslednjeg ledenog doba.
Arheolozi tvrde da se paleo-indijska migracija iz Beringije (istočne Aljaske) odvila u periodu od pre 40.000 do pre oko 16.500 godina. Ovaj vremenski raspon je predmet energičnih rasprave. Do sada je ostvaren mali stepen saglasnosti, osim da naseljenici potiču iz centralne Azije, kao i da je široko rasprostranjena habitacija Amerike postojala krajem poslednjeg ledenog perioda, ili tačnije nakon kasnog ledenog maksimuma, oko pre 16.000 - 13.000 godina.
Američki časopis za ljudsku genetiku objavio je članak 2007. u kojem se navodi „Ovde pokazujemo, koristeći 86 kompletnih mitohondrijalnih genoma, da su sve autohtone američke haplogrupe, uključujući Haplogrupu X (mtDNK), bile deo jedinstvene populacije.” Američke indijanske grupe u regionu Beringovog tesnaca pokazuju najjače veze jedrene DNK ili mitohondrijske DNK sa sibirskim narodima. Genetska raznolikost domorodačkih grupa u Americi povećava se udaljenošću od pretpostavljene tačke ulaska u Ameriku. Određeni obrasci genetske raznolikosti od zapada ka istoku, posebno u Južnoj Americi, sugerišu da je migracija prvo tekla niz zapadnu obalu, i da je zatim nastavljena prema istoku. Genetičari su proizveli razne, često različite, procene da su narodi iz Azije i Amerike bili deo iste populacije od pre 42.000 do 21.000 godina.
Nove studije bacaju svetlo na stanovništvo autohtonih Amerikanaca, sugerirajući da njihovi preci potiču iz istočne Azije i zapadne Evroazije, i da su u Severnu Ameriku migrirali direktno iz Sibira. Jedna studija iz 2013. godine u časopisu  objavila je da DNK pronađena u 24.000 godina starim posmrtnim ostacima mladića u Malta Sibiru sugeriše da do jedne trećine autohtonih Amerikanaca može imati poreklo koje se može pratiti do zapadnih Evroazijaca, koji su verovatno„ imali širu severoistočnu distribudciju pre 24.000 godina nego što se obično misli”. Profesor Keli Graf rekao je da su njihova „otkrića značajna na dva nivoa. Prvo, to pokazuje da su gornje-paleolitski Sibirci poticali od kosmopolitske populacije ranih modernih ljudi koji su se raširili iz Afrike u Evropu i Centralnu i Južnu Aziju. Drugo, paleoindijanski kosturi sa fenotipskim osobinama atipičnim za današnje američke Indijance mogu se objasniti time da imaju direktnu istorijsku vezu sa gornje-paleolitskim Sibirom.” Ruta kroz Beringiju smatra se verovatnijim od solutrejanske hipoteze.
Dana 3. oktobra 2014, Oregonska pećina u kojoj su pronađeni najstariji DNK dokazi o ljudskom obitavanju u Severnoj Americi dodata je u Nacionalni registar istorijskih mesta. Radiougljenično datirana DNK od pre 14.300 godina, pronađena je u fosilizovanim ljudskim koprolitima otkrivenim u pećinama Pajsli u južnom centralnom delu Oregona.

## Literatura
- Boyer, Paul S. The Oxford Companion to United States History (2001) excerpt and text search; online at many libraries
- Carnes, Mark C., and John A. Garraty. The American Nation: A History of the United States: AP Edition (2008)
- Egerton, Douglas R. et al. The Atlantic World: A History, 1400–1888 (2007), college textbook; 530pp
- Elliott, John H. Empires of the Atlantic World: Britain and Spain in America 1492–1830 (2007), 608pp excerpt and text search, advanced synthesis
- Hardwick, Susan W., Fred M. Shelley, and Donald G. Holtgrieve. The Geography of North America: Environment, Political Economy, and Culture (2007)
- Jacobs, Heidi Hayes, and Michal L. LeVasseur. World Studies: Latin America: Geography - History - Culture (2007)
- Bruce E. Johansen, The Native Peoples of North America: A History (2006)
- Keen, Benjamin, and Keith Haynes. A History of Latin America (2008)
- Kennedy, David M., Lizabeth Cohen, and Thomas Bailey. The American Pageant (2 vol 2008), U.S. history
- Marsh, James C., ed. The Canadian Encyclopedia (4 vol 1985) online edition Архивирано на веб-сајту  (27. август 2008)
- Morton, Desmond. A Short History of Canada 5th ed (2001)
- Veblen, Thomas T. Kenneth R. Young, and Antony R. Orme. The Physical Geography of South America (2007)
- Woods, Thomas E (2007). 33 questions about American history you're not supposed to ask. Crown Forum. стр. 62. ISBN 978-0-307-34668-1.
- Wright, R (2005). Stolen Continents: 500 Years of Conquest and Resistance in the Americas. Mariner Books. ISBN 978-0-618-49240-4.
- Tooker E (1990). „The United States Constitution and the Iroquois League”.  Ур.: Clifton, JA. The Invented Indian: Cultural Fictions and Government Policies. New Brunswick, N.J.: Transaction Publishers. стр. 107—128. ISBN 978-1-56000-745-6.

## Spoljašnje veze
- „Agriculture's origin may be hidden in 'invisible' clues”. Scienceblog.com. 14. 2. 2003. Архивирано из оригинала 28. 02. 2009. г. Приступљено 18. 4. 2009.
- Burns, LF. „Osage”. Oklahoma Encyclopedia of History and Culture. Архивирано из оригинала 2. 1. 2011. г. Приступљено 29. 11. 2010.